# 王婉諭
王婉諭（1979年4月26日—），中華民國政治人物，時代力量籍，現任時代力量黨主席、時代力量決策委員，曾任第10屆不分區立法委員、時代力量立法院黨團幹事長。
2016年，其女兒死於內湖隨機殺人事件後開始受到大眾關注，並持續從事於相關社會運動，特別是司法改革運動。並於2016年獲邀擔任司法改革國是會議籌備委員。2020年代表時代力量參選立法委員選舉，名列該黨全國不分區立法委員候選人名單第三順位，同年1月11日當選。2024年，仍代表時代力量參選第十一屆立法委員選舉， 新竹縣第二選區區域立委、拼連任，同年1月13日連任失敗
。

## 早年
王婉諭出生於苗栗縣苗栗市，就讀建功國小、台中市衛道中學。獲得國立臺灣大學理學院地質科學學士學位後，至南加州大學進修材料科學。取得碩士學位後，她再專研博士，但沒能完成學業。
回臺後，她任職於新竹科學園區，先後擔任友達光電研發工程師、奕力科技行銷經理，再任台元科技園區行銷經理。任職於竹科期間，與在同園區工作的劉大經結婚，兩人育有兩子兩女。

## 小燈泡命案
2016年3月28日上午，王婉諭和其一名女兒（綽號小燈泡；2012年4月23日生）前往西湖站途中，遭王景玉尾隨、接近。王景玉隨後持菜刀砍向小燈泡頸部，使其當場頭身分離而死亡。
2016年11月18日，中華民國總統府公布之司法改革國是會議籌備委員會17人名單中，王婉諭是唯一以「犯罪被害人家屬」身分受邀者。此決定一度受到幾位公眾人物批評，包括同為犯罪被害人家屬的王薇君、政治人物王欣儀、法學家蘇永欽。2017年3月1日之司法改革國是會議第一組會議，王婉諭、王薇君皆為與會者。

## 立法委員

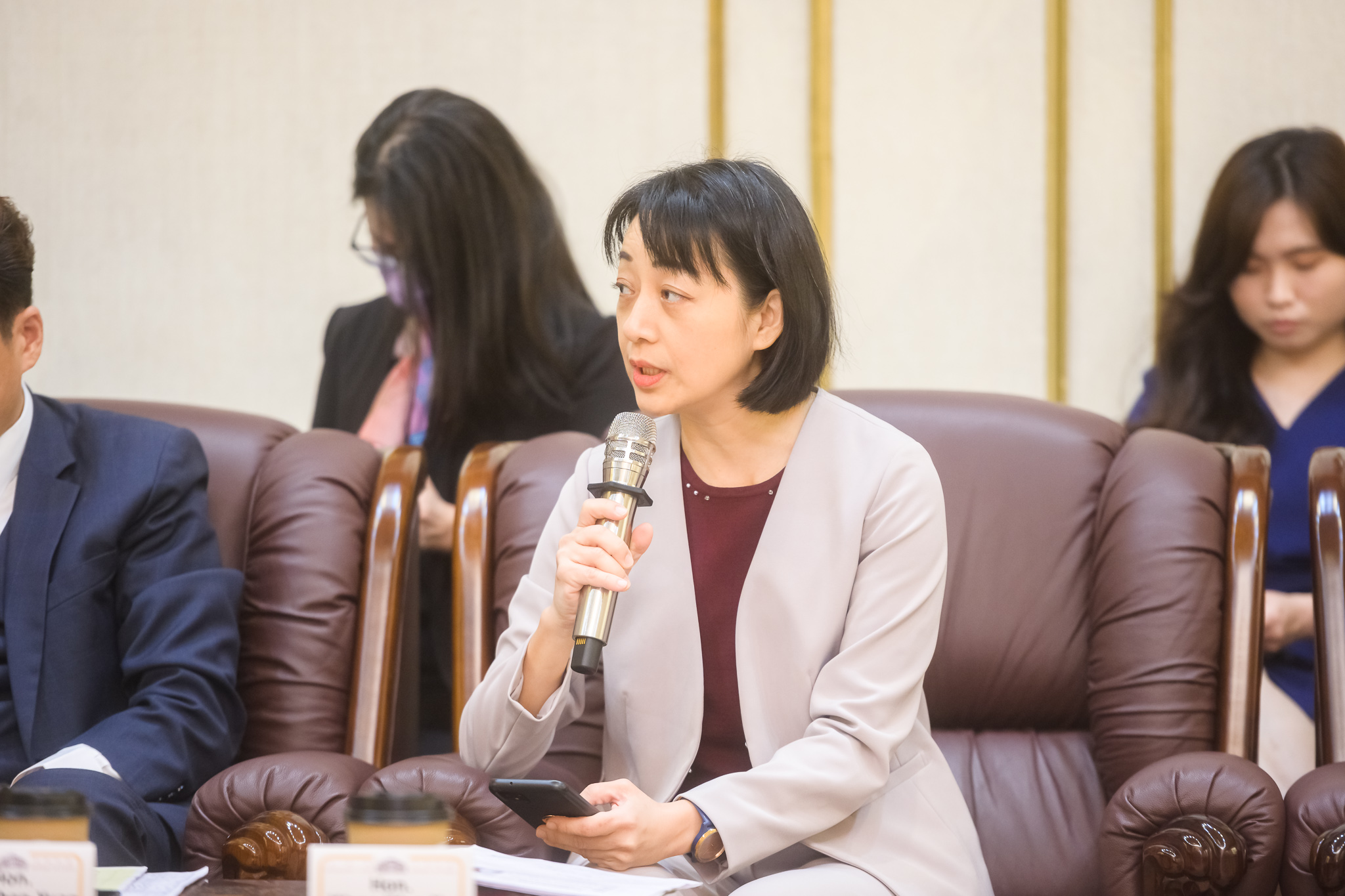
時任立法委員及時代力量黨主席王婉諭

王婉諭被排入時代力量2020年第10屆不分區立法委員提名名單第三順位。時代力量在2020年立法委員選舉中分配到3席不分區席次，王婉諭因此當選該屆立法委員。
2023年3月，宣布不爭取不分區立委而改參選臺北市第六選舉區立委。但5月時，黨中央徵召其參選新竹縣第二選舉區，未能當選。

### 參選副院長
第10屆立法委員在2020年2月1日報到並舉行院長、副院長選舉，王婉諭獲時代力量立法院黨團推派參選副院長，僅獲得黨團成員所投的3票而未當選。
在院長選舉方面，因民主進步黨候選人游錫堃承諾支持時代力量的「國會改革」主張，因此時代力量立法院黨團亦決議支持他。而在副院長選舉方面，因民主進步黨候選人蔡其昌的立法委員辦公室曾在2017年行文關切貪污法官胡景彬的假釋申請案件引起爭議，事後蔡其昌辦公室向社會致歉，並表示是辦公室同仁接受陳情，未經詳查；時代力量早前表示絕不支持司法關說的人選參選，故不支持蔡其昌連任副院長。

### 《犯罪被害人權益保障法》
作為經歷犯罪事件的被害人家屬，王婉諭自上任以來便持續推動犯罪被害人權益保障。2020年4月，她在立法院倡議並舉辦「有溫度的連結：犯罪被害人權利與服務法制化」公聽會，指出以往政府的補助機制與服務體系普遍不足，導致被害人往往面臨二次傷害。她強調，在精神障礙者的前端社區照顧上，國家應負起更深的責任，以有效減少類似憾事發生的可能性。
2020年10月，王婉諭提出《犯罪被害人保護法》全案修正草案（後更名為《犯罪被害人權益保障法》）。草案要點包括：1.以「權益保障」取代「保護」並更名；2.增訂「犯罪被害補償金與扶助金」章，採國家直接補償、定額給付，並以《創傷嚴重度評分》（ISS）作為重傷指標；3.設置犯罪被害人保護基金；4.成立並監督「犯罪被害人權益保障基金會」；5.建立通報、不漏接與法律扶助告知機制；6.強化修復式司法；7.規範受刑人假釋（出監）通知被害人；8.增訂媒體報導之隱私保護與避免二度傷害。
2023年1月，立法院通過將《犯罪被害人保護法》修正為《犯罪被害人權益保障法》，明定政府應在事後積極介入與輔導，提升補償金、保護與尊嚴維護的層級。王婉諭表示，儘管修法是重要里程碑，仍有犯罪被害人保護協會的費用「基金化」與人力資源補強等細節尚待推進。

### 《精神衛生法》
2020年10月，王婉諭召開公聽會，提出《精神衛生法》修法草案，強調臺灣現行精神衛生資源不足，病患與家庭在「穩定期後的長期協助」缺乏明確制度保障。
2020年12月，王婉諭召開記者會，再次提出《精神衛生法》修法的需求，指出社區精神健康危機事件暴露出現行法規與資源配置的不足，並認為應提升病患與家庭的支持服務。
2022年3月，行政院版本送抵立院，王婉諭與精神醫學會、失序者聯盟等團體共同舉辦記者會，呼籲增列「病人與家屬支持入法」、「強化精神醫療資源」、「落實病人權利」、「佈建社會安全網」以及「警政教育訓練」，以杜絕社區失能或潛藏危機。 
2022年11月，《精神衛生法》修正案經立法院三讀通過，條文從63條增至91條，修正內容包括加強心理健康促進與前端危機處理，布建社區心理衛生中心與多元化支持資源，改變強制住院程序為「法官保留」原則，以及防止精神病人的社會污名化，保障其基本權益。

### 托育環境
2020年3月，王婉諭與時代力量黨團共同提出《兒童及少年福利與權益保障法》及《幼兒教育及照顧法》的修正案，要求教育部建立「全國托嬰中心資訊整合平台」，強制公開立案資料、師資人數、稽查與裁罰紀錄等八項項目，目標是讓家長「一站式」查詢托育品質。2020年8月21日，教育部將全台幼兒園評鑑結果及裁罰紀錄整合上線到「全國教保資訊網」，成為台灣首個集中揭露幼教違規資料的官方平台。
2025年5月9日，針對「剴剴案」再度引發社會關注托育安全，王婉諭召開「保母資訊透明化六大改革」記者會，要求平台進一步揭露保母個人履歷、訪視報告、居家環境照片與家長回饋等資料，並呼籲立法院加速審議《兒童托育服務法》，以補足現行資訊缺口。

### 兒少保護
2021年3月30日，王婉諭發起成立立法院兒少權利促進會，並擔任會長。該促進會由超過20位跨黨派立委參與，主要關注兒童遊戲權、表意權、防止兒童虐待及青少年自殺防治，並推動相關法規的檢討與修正。
2021年3月，王婉諭針對雲林縣私立淵明國中學生疑似因違反服儀規範而遭不當體罰一事，召開記者會指陳調查報告「形式化」問題，並呼籲教育部及地方主管單位應正視學校內部「懲處模式」的改善，避免成績或服儀成為體罰的藉口。
2023年7月，新竹市某違規經營幼兒園的短期補習班再爆幼童性暴力疑雲，王婉諭與受害者家長共同開記者會，要求中央及地方加強合作，強化補習班與幼兒園的聯合稽查力度；她也呼籲司法調查應對兒少受害者更友善，避免在法律程序中再度傷害弱勢孩子。

## 時代力量黨職

### 黨團幹事長
2020年1月30日，時代力量不分區立委當選人邱顯智、王婉諭、陳椒華在黨團會議室召開記者會，說明時力黨團在立法院第10屆第1會期的優先法案。記者會一開始，邱顯智先宣布黨團幹部，他任總召，書記長為陳椒華、幹事長為王婉諭，黨團主任為時代力量前立委黃國昌原國會辦公室主任賴嘉倫。

### 決策委員/黨主席
2023年2月11日，時代力量進行第4屆決策委員改選，王婉諭表示將參選黨主席。23日，時代力量召開第四屆決策委員籌備會議，由15位決策委員互相推舉新任黨主席，王婉諭順利當選，成為時代力量首位女性主席，於3月1日上任。
2024年1月13日，舉辦第十一屆立法委員選舉，時代力量區域立委、不分區立委皆未獲席次。對此，當晚時代力量中央黨部召開記者會，宣布決策委員全體總辭並辦理改選，改選之前由王婉諭代理黨主席。
2024年2月19日，時代力量14日至18日舉行「第4屆決策委員臨時改選」，選舉投票人數671位，投票率62％。正選9位決策委員依序為王婉諭、周偉航、王寶萱、王景弘、王煦惠、林依瑩、胡㻡、廖子齊、林柏勛；2位候補決策委員依序為，蔡惠婷、林彥甫。代理黨主席王婉諭成功當選決策委員同時也是候選人中得票第一名。
2024年2月26日，時代力量決策委員會舉行第四屆決策委員臨時改選後首次會議並召開記者會，並經由決策委員周偉航、王寶萱、王景弘、王煦惠、林依瑩、胡㻡、廖子齊、林柏勛共同推舉，由王婉諭擔任新任黨主席。
2025年2月2日，王婉諭宣布登記參選時代力量黨主席選舉，爭取黨主席連任。並有三大目標：1.承繼時代力量創黨以來「進步本土」的路線，時代力量必須堅守「國家正常化」與「社會正義」的主張。2.以「反對中共侵略」、「建立乾淨政治」為前提，在2026年的地方選舉，團結一切可以團結的力量。與本土在野小黨、在社會各界捲起袖子、實現理想的有志之士攜手合作。3.時代力量必須完成「二次創黨」工程。
2025年2月14日，時代力量選舉委員會公布2025年黨主席選舉結果，王婉諭成功當選黨主席並兼任當然黨員代表。總共獲得516票（95.2%得票率）。
2025年3月3日，王婉諭於「黨主席暨決策委員上任記者會」中正式上任，並提出未來兩年的三大施政目標。會中宣布將帶領時代力量於2026年地方選舉中站穩腳步，聯合本土在野小黨及社會人士，在台灣六都（台北市、新北市、桃園市、台中市、台南市、高雄市）及竹竹苗地區（新竹市、新竹縣、苗栗縣）推動議會黨團成立，以擴大該黨地方政治版圖並重建第三勢力形象。該計畫被視為其領導下「二次創黨」工程的重要一環，旨在通過明確的政策主張與選舉策略，重新贏得民眾支持。

## 爭議事件

### 新北幼兒園餵藥案
新北市板橋一間幼兒園爆發疑似餵藥案，新北地檢署於2023年7月12日宣布偵結，包括幼兒園長、教師共9人全因證據不足獲不起訴處分。該幼兒園一名何姓教師於2023年7月13日在立法委員王鴻薇陪伴下召開記者會。哭訴時代力量立委王婉諭、時代力量新北黨部主委兼中華民國兒童權益促進協會理事長王薇君曾公開幼兒園老師名字，導致老師們接到數百通惡意謾罵電話，對老師們造成巨大傷害，何姓老師表示她正在跟律師研議提告。王鴻薇指出，關於相關指控，網路上就有不少查證，很多網友都查到了，王薇君本人就在臉書跟王婉諭聯名貼出了相關照片，照片中出現八名老師的教師名單，該名單包含姓氏、英文名、教學的班級都有，這些指涉性相當明確，何老師也因此被他其他兼職工作的老闆要求暫時不要上班，生活受到常人無法想像的折磨。。
王婉諭於2023年7月13日透過聲明表示，從未透過任何管道指名道姓或公開照片，她尊重司法機關的偵查結果，協助家長追求真相，保護家長不要受到二次傷害，是她最在意的事情；若是在過程因社會輿論沸騰，造成困擾、誤傷無辜，她願意一肩扛起，致上歉意。王婉諭等人遭何姓教師提告妨害名譽，最終不起訴。而王婉諭後反指王鴻薇抹黑造謠。

### 評論柯文哲
時代力量黨主席王婉諭在2023年7月16日出席「公平正義救台灣」活動，抨擊民眾黨總統參選人柯文哲過去台北市長任內的社子島區段徵收爭議。指柯竟然採用「全區鏟平的區段徵收」來解決社子島問題，且在環評過程還直接放話「一定要輾過去」。王婉諭還提及苗栗縣長鍾東錦幫柯總統競選募款，「白色跟黑色的距離，並沒有比綠色、藍色遠到哪裡去」。王婉諭表示，跟這些牛鬼蛇神站在一起，算什麼第三勢力，跟這些魚肉鄉民的混蛋站在一起，算什麼超越藍綠。

## 選舉紀錄
| 年度 | 選舉屆數             | 選舉區                                 | 所屬政黨 | 得票數    | 得票率 | 當選標記 | 備註 |
| ---- | -------------------- | -------------------------------------- | -------- | --------- | ------ | -------- | ---- |
| 2020 | 第十屆立法委員選舉   | 全國不分區及僑居國外國民立法委員選舉區 | 時代力量 | 1,098,100 | 7.76%  |          |      |
| 2024 | 第十一屆立法委員選舉 | 新竹縣第二選舉區                       | 時代力量 | 63,566    | 37.19% |          |      |

## 主持

### 廣播節目
| 頻道                 | 節目名稱       | 播出時間        | 時段                |
| -------------------- | -------------- | --------------- | ------------------- |
| 寶島聯播網、時代力量 | 《寶島真有力》 | 2024年7月1日～  | 每週一中午11:00     |
| 時代力量             | 《午餐大時客》 | 2024年7月5日～  | 每週星期五中午12:00 |
| 王婉諭               | 《今婉來一杯》 | 2025年6月11日～ | 每週三晚上10:00     |

## 外部連結
- 王婉諭的Facebook專頁
- 王婉諭的Instagram帳戶
- 王婉諭的X（前Twitter）
- YouTube上的王婉諭頻道

| 政党职务      | 政党职务                             | 政党职务 |
| ------------- | ------------------------------------ | -------- |
| 時代力量      |                                      |          |
| 前任： 陳椒華 | 時代力量黨主席 第七任 2023年3月1日－ | 現任     |